# Albrecht Schuch
Albrecht Schuch (Jena; 21 de agosto de 1985) es un actor alemán. Es el hermano de la actriz Karoline Schuch.

## Biografía
Es hijo de un psiquiatra y un médico general y tiene un total de 5 hermanos. Ya en la escuela empezó con la actuación y tuvo de esa manera sus primeras experiencias teatrales. Luego estudió de 2006 a 2010 en la Universidad de Música y Teatro Felix Mendelsohn Bartholdy en Leipzig. Después de su graduación él hizo teatro en Berlín hasta 2013.
Schuch también participó en televisión y en el cine. Ganó notoriedad gracias a su actuación en la película Sin novedad en el frente (2022), donde obtuvo una nominación en los premios BAFTA.

## Filmografía
| Año  | Título                   | Papel                  | Notas                                   |
| ---- | ------------------------ | ---------------------- | --------------------------------------- |
| 2011 | Westwind                 | Ronny                  |                                         |
| 2012 | Measuring the World      | Alexander von Humboldt | Acreditado como Albrecht Abraham Schuch |
| 2016 | Paula                    | Otto Modersohn         |                                         |
| 2022 | Sin novedad en el frente | Stanislaus Katczinsky  |                                         |

| Año  | Título                  | Papel           | Notas                                                                 |
| ---- | ----------------------- | --------------- | --------------------------------------------------------------------- |
| 2009 | Bei uns und um die Ecke |                 | Película de TV                                                        |
| 2010 | Polizeiruf 110          | Jacob           | Episodio: Schatten                                                    |
| 2010 | The Old Fox             | Adrian Humbold  | Episodio: Ende der Schonzeit                                          |
| 2010 | Neue Vahr Süd           | Harry           |                                                                       |
| 2012 | NeoParadise             | Él mismo        | Episodios: Money Boy schlägt Klaas nieder/Der Pickup Artist/The Voice |
| 2013 | Tatort                  | Pater Rufus     | Episodio: Allmächtig                                                  |
| 2014 | Die Fahnderin           | Florian Hofmann | Película de Televisión                                                |
| 2016 | NSU: Historia Alemana X | Uwe Mundlos     | Miniserie de TV                                                       |